# Lophiocarpaceae
Lophiocarpaceae — семейство цветковых растений порядка Гвоздичноцветные (лат. Caryophyllales). Содержит 2 рода и 14 видов. 

## Ареал
Ареал семейства приходится на тропики и субтропики Африки и Азии. Центр разнообразия находится на юго-западе Африки.

## Ботаническое описание
Это однолетние или многолетние травянистые растения или полукустарники. Листья простые, без прилистников. Цветки собраны в кисти. Цветки пятичленные, небольшие. У Corbichonia имеется множество лепестков, у Lophiocarpus они вовсе отсутствуют. Тычинок 4 или очень много. Плодолистика два, они имеют общую одногнёздную завязь. Яйцеклетка может быть 1, 5 или несколько. Плод — семянка или коробочка. Семена Corbichonia имеют прочную кожуру.

## Таксономическое положение
Раньше виды семейства включались в семейства Моллюгиновые (лат. Molluginaceae), Фитолакковые (лат. Phytolaccaceae) или Аизовые (лат. Aizoaceae), Молекулярно-биологические исследования показали, что роды Corbichonia и Lophiocarpus образуют монофилетическую группу. Так было выделено семейство Lophiocarpaceae.

## Таксономия
По информации базы данных The Plant List (на июль 2016) семейство включает 2 рода и 5 видов:
- Corbichonia

- Corbichonia decumbens (Forssk.) Exell
- Corbichonia rubriviolacea (Friedrich) C.Jeffrey

- Lophiocarpus

- Lophiocarpus dinteri Engl.
- Lophiocarpus polystachyus Turcz.
- Lophiocarpus tenuissimus Hook. f.